# Villecomtal-sur-Arros
Villecomtal-sur-Arros é uma comuna francesa na região administrativa da Occitânia, no departamento de Gers. Estende-se por uma área de 11.17 km², e possui 848 habitantes, segundo o censo de 2018, com uma densidade de 76 hab/km².